# لورنس‌ویل (اوهایو)
لورنس‌ویل (به انگلیسی: Lawrenceville) یک منطقهٔ مسکونی در ایالات متحده آمریکا است که در شهرستان کلارک، اوهایو واقع شده‌است. لورنس‌ویل ۰٫۳ کیلومتر مربع مساحت و ۳۰۲ نفر جمعیت دارد و ۳۳۹ متر بالاتر از سطح دریا واقع شده‌است.